# Emanuel Johansson
Jakob Emanuel (Manne) Johansson, född 11 augusti 1885 i Kristinehamn, död där 12 oktober 1972, var en svensk målare och yrkesmålare.
Johansson var som konstnär autodidakt. Hans konst består av tavlor med egna motiv, kopior av andras tavlor samt inredningsdekorationer.
Bland hans offentliga arbeten märks dekorationsmåleriet i Tempelriddarnas lokaler i Kristinehamn och Betlehemskyrkan i Kristinehamn. Tillsammans med Henning Ohlsson utförde han fonder med stadsmotiv för Stenos lokalrevyer. 